# Semmy Schilt

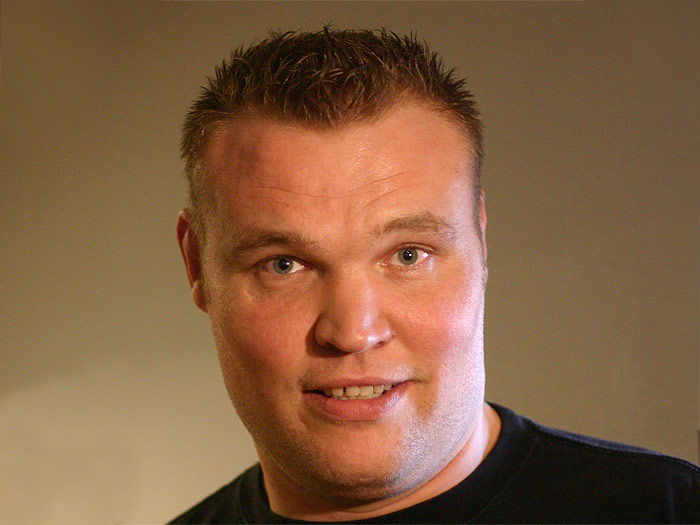
Semmy Schilt

Sem „Semmy“ Schilt ([ˈsɛmi  ˈsxɪlt]), Spitzname: Hightower, (* 27. Oktober 1973 in Rotterdam) ist ein ehemaliger niederländischer K-1-Kickboxer und Mixed-Martial-Arts-Kämpfer. Er ist 2,12 m groß und wiegt zwischen 128 und 133 kg.

## Karriere
Schilt war Europameister in Karate und bestritt MMA-Kämpfe bei Pancrase und Pride, in denen er allerdings nur mäßig erfolgreich war. Ab 2005 trat er regelmäßig im K-1 und nur noch sporadisch im MMA an. Sein erster großer Erfolg war der Sieg beim World Grand Prix 2005. In der ersten Runde des Turniers bezwang er Ray Sefo nach einstimmiger Punktentscheidung. Im Halbfinale schlug er seinen Landsmann, den zweifachen Weltmeister Remy Bonjasky durch Knockout. Im Finale traf Semmy Schilt auf Glaube Feitosa. Der Brasilianer ging bereits nach wenigen Sekunden schwer k.o., nachdem er von einem eingesprungenen Kniestoß Schilts am Kopf getroffen wurde.
Während er 2005 über das ganze Jahr ungeschlagen blieb, kassierte er 2006 zwei umstrittene Niederlagen. Zu Beginn des Jahres beim World Grand Prix Turnier in Auckland (Neuseeland) unterlag er Peter Aerts nach Punkten. Ebenso fiel die Punktentscheidung beim World Grand Prix Turnier in Seoul mit 1:2 gegen ihn aus. Sein Gegner war der Lokalmatador Choi Hong-man, der einzige K-1-Kämpfer, der noch größer und schwerer ist als Schilt. Kampfsportübergreifend gab es bisher nirgendwo einen Kampf zweier Athleten solcher physischer Ausmaße. Schilt brachte bei 2,12 m 128 kg auf die Waage, Choi bei 2,18 m 161 kg. Selbst die WBA-Schwergewichtsweltmeisterschaft zwischen Nicolai Valuev (2,13 m bei 146 kg) und Jameel McCline (1,98 m bei 121 kg), welche im Boxsport auf die Physis bezogen als Rekord gilt, konnte nicht mithalten. Valuev und McCline brachten zusammen 267 kg und 4,11 m in den Ring, Schilt und Choi 289 kg und 4,30 m.
Auch den World Grand Prix 2006 konnte er gewinnen. Den ersten Kampf gewann er gegen Jérôme Le Banner. Im Halbfinale bezwang er dann den viermaligen World GP-Gewinner Ernesto Hoost. Das Finale bestritt er gegen Peter Aerts, gegen den er in diesem Jahr schon einmal verloren hatte, und gewann wie auch im Viertel- und Halbfinale durch Punkte.
K-1 führte im Jahr 2007 eine neue Gewichtsklasse und einen offiziellen Weltmeistergürtel ein. Den ersten Titelkampf im Superschwergewicht bestritten Schilt und Ray Sefo. Nachdem Schilt Ende der ersten Runde von Sefo niedergeschlagen wurde, knockte er diesen nach 20 Sekunden der zweiten Runde mit einer linken Geraden aus. Sefo wurde im K-1 noch nie durch einen Schlag ausgeknockt. Seit dem 4. März 2007 war Schilt der Weltmeister der Gewichtsklasse „Superschwergewicht“, welche für die Kämpfer über 100 kg gilt.
Am 23. Juni 2007 hat Schilt seinen Titel zum ersten Mal bei seinem Heim-Grand-Prix in Amsterdam gegen Mighty Mo, dem „härtesten Puncher im K-1“ durch Punktsieg verteidigt. Mo knockte am 4. März 2007 in Yokohama den 2,18 m großen und 165 kg schweren Choi Hong-man als erster überhaupt aus.
Am 9. Dezember 2007 gewann er, als erster Kämpfer überhaupt, den World Grand Prix zum dritten Mal in Folge. Im ersten Kampf des Turniers bezwang er Glaube Feitosa einstimmig nach Punkten. Allerdings war es ein harter Kampf, in dem er von einem schweren High-Kick getroffen wurde. Im zweiten Kampf traf Schilt auf Jérôme Le Banner. Dieser wurde allerdings in der zweiten Runde durch eine Verletzung zum Aufgeben gezwungen. Das anschließende Finale war eine Neuauflage der Vorjahresfinale, da der Gegner wiederum Peter Aerts war. Aber auch Peter Aerts verletzte sich, als er das Knie verdrehte, nachdem er von einer linken Führhand getroffen wurde.
Am 27. September 2008 verlor Schilt gegen Peter Aerts seinen Ausscheidungskampf für den World Grand Prix 2008 mit 2:0 Richterstimmen.
Den World Grand Prix 2009 gewann er deutlich. Im ersten Kampf bezwang er wiederholt Jérôme Le Banner, der in der ersten Runde zweimal zu Boden ging und somit verlor. 
Auch sein zweiter Kampf gegen Remy Bonjasky war keine Neuauflage. Zwar gelang es Remy Bonjasky, Schilt mit einem Aufwärtshaken zu Boden zu schicken, der Niederschlag blieb aber ohne Wirkung. Schilt fand in den Kampf zurück und schlug Bonjasky noch in der ersten Runde K. o. Im Finale traf er auf Badr Hari, der ebenfalls jeden Kampf des Turnieres in der ersten Runde gewonnen hatte. 
Badr Hari agierte sehr aggressiv und griff Schilt ohne Gnade an. Schilt gelang es jedoch zu kontern und schickte Hari mit einem starken Schlag ins Gesicht zu Boden. Schilt gelangen danach noch zwei weitere Niederschläge und er gewann auch diesen Kampf in der ersten Runde. Außerdem stellte er einen neuen Rekord auf. Er gewann das gesamte Turnier in kaum mehr als fünf Minuten. 
Am 3. April 2010 gewann Schilt beim World Grand Prix 2010 in Yokohama nach Punkten gegen Errol Zimmerman.
Am 2. September 2010 konnte sich Schilt erneut für den World Grand Prix 2010 qualifizieren, nachdem er Hesdy Gerges nach Punkten besiegte.
Bei dem World Grand Prix 2010 konnte sich Semmy Schilt in der ersten Runde gegen den Japaner Kyotaro durchsetzen. Im Halbfinale verlor Schilt nach Punkten gegen seinen Landsmann Peter Aerts. Es war das erste Mal, dass Schilt aus einem laufenden Turnier ausgeschieden ist.  

## Erwähnenswertes
Schilt konnte neben dem bereits geschilderten K-1 World Grand Prix-Hattrick auch zwei bemerkenswerte Siegesserien im K-1 aufstellen. Dies betraf den Zeitraum vom 6. November 2004 bis zum 31. Dezember 2005 sowie vom 30. September 2006 bis zum 29. Juni 2008, als er 10 und danach sogar 13 K-1-Kämpfe in Folge für sich entscheiden konnte; in der ersten Serie entschied er 8 Kämpfe vorzeitig, in der zweiten konnte er 6 Kämpfe durch einen Knockout gewinnen. 
In seiner K-1-Laufbahn gab es keinen Kampf, der nicht gewertet worden ist.

## Trivia
In dem Actionfilm Transporter 3 aus dem Jahr 2008 hat Schilt eine kleinere Rolle als Handlanger. 
Im niederländischen Historienfilm Nova Zembla – Unbekanntes Land aus dem Jahr 2011 spielte er Claes, ein bärenstarkes Crewmitglied mit einem guten Herz. Er hat sich eigens für den Film einen Bart wachsen lassen.

## K-1-Kampfbilanz
50 Kämpfe; 43 Siegen (20 (T)KOs) stehen 6 Niederlagen (2 (T)KO) sowie ein Unentschieden gegenüber.

## Titel
- 2× Karate Europameister
- DaiDoJuku Hokutoki Champion
- 9. King of Pancrase
- K-1 WORLD GRAND PRIX 2005 Champion
- K-1 WORLD GRAND PRIX 2006 Champion
- K-1 WORLD GRAND PRIX 2007 Champion
- K-1 WORLD GRAND PRIX 2009 Champion